# Thriller (nummer)

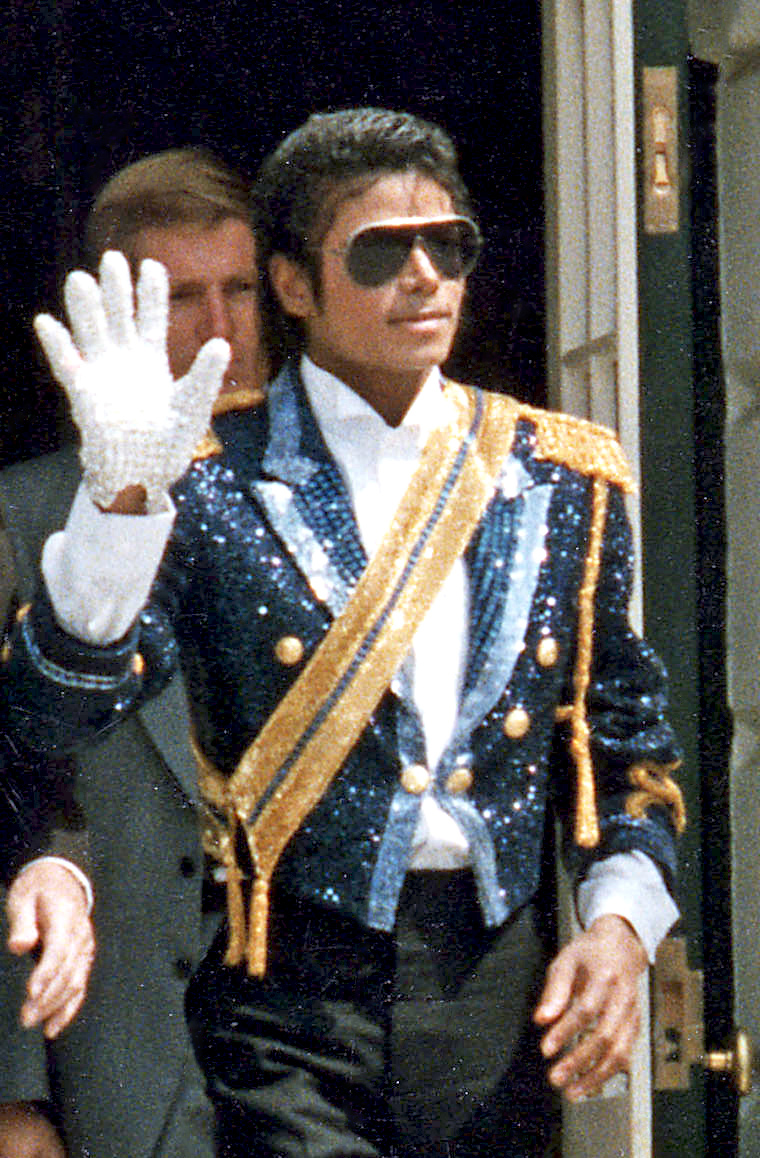
Michael Jackson in 1984.

Thriller is een nummer van Michael Jackson en de zesde single van zijn album met dezelfde naam uit november 1982. Het nummer werd vooral beroemd dankzij de baanbrekende en vaak herhaalde videoclip waarin de zanger danst met zombies. In november 1983 werd het nummer als single uitgebracht.

## Achtergrond
Thriller is een van de bekendste nummers van Michael Jackson. Thriller is geschreven door Rod Temperton en Michael Jackson zelf, en bevat een gesproken gedeelte van Vincent Price, acteur in vele horrorfilms, die de griezelstem aan het einde van het nummer insprak. Oorspronkelijk heette het nummer "Starlight". Op Thriller 40 (2022) is ook deze originele versie opgenomen. 
De plaat werd wereldwijd een enorme hit en bereikte in thuisland de Verenigde Staten de 4e positie in de Billboard Hot 100. In Canada werd de 3e positie bereikt. In o.a. Frankrijk en Portugal werd zelfs de nummer 1-positie bereikt, in Australië de 4e, Nieuw-Zeeland de 6e, Brazilië de 18e, Duitsland de 9e positie en in het Verenigd Koninkrijk de 10e positie in de UK Singles Chart.
In Nederland werd de plaat veel gedraaid op de nationale radio en werd een grote hit in de destijds drie hitlijsten. De plaat bereikte de 3e positie in zowel de Nederlandse Top 40 als de TROS Top 50. In de Nationale Hitparade werd de 4e positie bereikt. In de Europese hitlijst, de TROS Europarade, werd de 4e positie behaald.
In België bereikte de plaat de nummer 1-positie in zowel de voorloper van de Vlaamse Ultratop 50 als de Vlaamse Radio 2 Top 30.

## Videoclip
De videoclip van Thriller duurt 13:40 minuten en kwam uit in december 1983 ter ondersteuning van de single. De muziekvideo, geregisseerd door John Landis, wordt vaak genoemd als de beste en populairste videoclip aller tijden. Jackson nam Landis in dienst nadat hij diens An American Werewolf in London (1981) had gezien. In die tijd was het een relatief dure videoclip; hij kostte $800.000. Dat staat ongeveer gelijk aan $1,4 miljoen vandaag de dag. Jackson verbeterde zijn eigen record met de videoclip voor Scream, een duet met zijn zus Janet Jackson; die $7 miljoen kostte. Thriller was ook de langste videoclip aller tijden, totdat Jackson de videoclip maakte voor Ghosts, die 35 minuten duurde.
Eigenlijk is Thriller niet echt een videoclip, maar meer een minifilm. Er zijn verschillen tussen de clip en het nummer zelf. Bij de videoclip is er een andere volgorde: eerst worden alle coupletten gezongen, gevolgd door de rap van Vincent Price, die bij het normale nummer aan het einde zit. Hierna volgt de grote dansscène op een instrumentaal gedeelte, waarna ten slotte al de refreinen een climax vormen. Tijdens het nummer verandert Jackson in een zombie en een weerwolf (ook al noemde make-up artiest Rick Baker het een kat-monster in de Making of Thriller-documentaire). Naast Jackson is Ola Ray in de clip te zien. De choreografie is gedaan door Michael Peters, die ook zijn vorige hit Beat It onder handen nam. In 2009 werd de videoclip opgenomen in het National Film Registry.
In Nederland werd de videoclip destijds op televisie uitgezonden door de popprogramma's AVRO's Toppop, Countdown van Veronica en TROS Popformule van de TROS.

### Verhaal
Jackson en zijn date Ray rijden met een auto door het bos als deze zonder brandstof komt te zitten. De scène ademt de sfeer van de jaren ’50. Ze besluiten samen verder te lopen door dit donkere bos. Michael vraagt haar of zij zijn vriendin wil worden. Zij vindt dat goed, ook al waarschuwt hij “niet als andere mannen" te zijn. Als de volle maan verschijnt, verandert Jackson in een weerwolf/monster. Hij krijgt onder meer een wolfachtig gebit, gele weerwolfogen, klauwen en hij gromt. Zijn date gilt van angst en slaat op de vlucht, maar de tot weerwolf getransformeerde Jackson haalt haar in en valt haar aan met zijn klauwen.
Vervolgens blijkt dit een scène te zijn uit een horrorfilm, waarnaar Jackson en zijn date kijken in een bioscoop (het Palace Theatre in Hollywood). Jackson vindt de film vooral grappig, maar zijn date is bang en gaat weg. Jackson gaat achter haar aan en de muziek begint.
Vervolgens lopen de twee door een mistige straat, waarbij Jackson haar plaagt met de coupletten uit Thriller. De date heeft het weer naar haar zin en kan om Jackson lachen. Ze passeren een begraafplaats, waar de lijken beginnen te leven, ondersteund door de tekst van Vincent Price:
'"Darkness falls across the land 

'The midnight hour is close at hand 

'Creatures crawl in search of blood 

'To terrorize your neighbourhood 

'And whomsoever shall be found 

'Without the souls all getting down 

'Must stand and face the hounds of hell 

'And rot inside a corpse's shell 

'The foulest stench is in the air 

'The funk of forty thousand years 

'And grizzly ghouls from every tomb 

'Are closing in to seal your doom 

'And though you fight to stay alive 

'Your body starts to shiver 

'For no mere mortal can resist 

'The evil of the thriller."
Michael en zijn vriendin worden omringd door zombies en Michael blijkt zelf ook een zombie te zijn. Hier zijn we aangekomen bij het instrumentale gedeelte van het nummer, waarbij Michael en de ondoden een dans uitvoeren, op de muziek van Thriller, terwijl zijn date vlucht naar een verlaten huis, waar Michael en de zombies langzaam proberen binnen te breken. Net voordat ze haar aanraken, wordt zij wakker gemaakt door de echte Michael (“wat is er aan de hand?”). Hij brengt haar naar huis, maar als de clip eindigt, kijkt Michael recht in de camera waarbij hij zijn gele weerwolfogen laat zien.
Na de aftiteling komt de volgende humoristische tekst in beeld:
“Any similarity to actual events or persons living, dead, (or undead) is purely coincidental” (“alle gelijkenissen naar actuele gebeurtenissen of mensen, levend, dood, (of ondood) is gebaseerd op puur toeval.")
Deze zin is ook te zien aan het einde van de film An American Werewolf in London.

### Impact van de videoclip
De videoclip van Thriller was voor het eerst te zien op MTV één jaar en één dag nadat het album uitkwam, 2 december 1983. Door de grote populariteit van het nummer draaide MTV het nummer soms wel twee keer per uur (dit is vooral opvallend door de lengte van de clip van 13:40 minuten). De video won de MTV Video Music Award for Best Choreography in 1984.
Toen Michael Jackson dreigde te worden uitgesloten uit de gemeenschap van Jehova's getuigen vanwege een aanklacht van occultisme in de videoclip van "Thriller", wist hij zijn uitsluiting te voorkomen door hiervoor excuses aan te bieden in Ontwaakt!. Omdat de druk aanhield, trok hij zichzelf in 1987 terug uit de gemeenschap van Jehova's getuigen.

## In populaire cultuur
- Aan het einde van de clip Eat It, uit 1984, van Weird Al Yankovic (een parodie op Michael Jacksons hit Beat It) draait de komiek zijn hoofd om, om zo zijn gele weerwolf ogen te laten zien, net als aan het einde van Thriller.
- Lenny Henry parodieerde het in zijn eerste solo tv-show.
- In The Simpsons-aflevering Treehouse of Horror III, uit 1992, proberen Bart Simpson en Lisa Simpson hun kat terug tot leven wekken via een toverspreuk. Hierbij brengen ze per ongeluk een groep zombies tot leven. Terwijl Bart de spreuk opzegt, draagt hij de hoes van Jacksons plaat "Thriller" op zijn hoofd, als een verwijzing naar de clip.
- In de videoclip van het nummer Clint Eastwood, uit 2001, van Gorillaz, dansen gorillas dezelfde dans als in de clip van Thriller.
- In RuneScape, een computerspel uit 2001, zijn er 2 emotes gebaseerd op de clip: zombie walk en zombie dance.
- De cast van EastEnders vertolkte het tijdens de jaarlijkse inzamelingsactie Children in Need; Shaun Williamson nam de leadzang voor zijn rekening.
- In 2006 was in de videoclip van Rock This Party (Bob Sinclar) ook die dans te zien, gedanst door kinderen.
- In een andere videoclip uit 2006; Smiley Faces van Gnarls Barkley wordt gesuggereerd dat de twee leden van Gnarls Barkley in 1983 als twee zombies meededen aan de clip van Thriller.
- In de Halloween-aflevering Pinkeye van de Amerikaanse animatieserie South Park verandert schoolkok Chef op dezelfde wijze als Jackson in "Thriller" in een zombie en voert hierop een soortgelijke groepsdans uit op de melodie van het nummer.
- De choreografie in de clip Bad Romance van Lady Gaga is afgekeken van Thriller.
- Rubén Blades verwerkte bij zijn salsa/jazzconcerten de openingsklanken in het intro van zijn hit Pedro Navaja.

## Trivia
- Als Michael Jackson en zijn vriendin de bioscoop uitlopen zie je de naam van de film. Vincent Price Thriller, Vincent Price is degene die de tekst aan het einde van het nummer insprak.

## Hitnoteringen

### NPO Radio 2 Top 2000
| Nummer met noteringen in de NPO Radio 2 Top 2000 | '99 | '00 | '01 | '02 | '03 | '04 | '05 | '06 | '07 | '08 | '09 | '10 | '11 | '12 | '13 | '14 | '15 | '16 | '17 | '18 | '19 | '20 | '21 | '22 | '23 | '24 |
| ------------------------------------------------ | --- | --- | --- | --- | --- | --- | --- | --- | --- | --- | --- | --- | --- | --- | --- | --- | --- | --- | --- | --- | --- | --- | --- | --- | --- | --- |
| Thriller                                         | 81  | 187 | 162 | 239 | 340 | 309 | 408 | 246 | 506 | 324 | 52  | 126 | 144 | 181 | 176 | 212 | 205 | 176 | 147 | 113 | 191 | 191 | 213 | 185 | 222 | 319 |

1. ↑  Een vetgedrukt getal geeft de hoogste notering aan.